# Силур (компанія)
ВАТ «Силур» — найбільший у Європі виробник металевих канатів і дроту для різних галузей промисловості, стабілізованого арматурного дроту і стабілізованих арматурних канатів, металевої сітки, сталево-алюмінієвих дротів, металічного корду, сталевої фібри. 
Адреса: 86700, Україна, Донецька обл., Харцизьк, вул. Філатова, 9.
http://www.silur.com
У грудні 2016 р. «Стальканат-Силур» захоплений угрупуванням «ДНР».